# کریستیان نمسکو
کریستیان نمسکو (رومانیایی: Cristian Nemescu؛ ‏ تلفظ رومانیایی: [kristiˈan neˈmesku]؛ ‏ ۳۱ مارس ۱۹۷۹ – ۲۴ اوت ۲۰۰۶) کارگردان فیلم اهل رومانی بود.
از فیلم‌هایی که وی در آن‌ها نقش داشته‌است، می‌توان به رؤیای کالیفرنیا و ماریلنا از پی۷ اشاره نمود.